# جدجد شجري قصير الذيل
جدجد شجري قصير الذيل (الاسم العلمي: Oecanthus brevicauda) هو نوع من الحشرات يتبع جنس الجدجد الشجري من فصيلة الجداجد الحقيقية.